# Pere I Ferrandis d'Híxar
Pere I Ferrandis d'Híxar o Pere Ferrandis (Aragó, vers 1245/1249 - ?, 1299), cavaller de l'orde de Sant Joan, primer baró d'Híxar i de Bunyol, almirall d'Aragó i lloctinent del Regne de València.

## Antecedents familiars
Fill il·legítim del rei Jaume I i de Berenguera Ferrandis, el seu pare li concedí la baronia de Bunyol.
A través del seu casament amb Teresa Gombau d'Entença, rebé la baronia d'Híxar, no directament, sinó gràcies a la intervenció del seu pare, ja que Elvira de Luèsia havia perdut temps abans la senyoria d'Híxar en uns plets amb Ximèn d'Urrea i d'Híxar. El senyoriu passà a les mans del monarca Jaume I que el donà al seu fill Pere elevant-lo a baró d'Híxar.
El 1269 va participar en la frustrada Croada de Jaume I a Terra Santa el 1269, sent dels pocs que va arribar a Sant Joan d'Acre, amb el seu germà Ferran Sanxis de Castre, també fill natural del rei, i Galceran de Pinós i altres cavallers catalans i aragonesos, després que una tempesta dispersés l'estol. L'arribada dels reforços cristians va ser resposta pel soldà Bàybars I amb un atac sobre Acre que va causar moltes baixes en els croats. El rei va haver de renunciar a aquesta nova empresa, que va continuar el príncep Eduard d'Anglaterra.
En el 1273 estigué a Múrcia lluitant contra els moros de Granada.

## Núpcies i descendents
Es casà en primeres núpcies amb Teresa Gombau i d'Entença, de la que no tingué descendència, però de la que adquirí la baronia d'Híxar gràcies a la intervenció del seu pare el rei Jaume I. Teresa Gombau era filla d'en Gombau d'Entença, senyor de Torís, i d'Elvira de Luèsia, filla del senyor d'Híxar Miquel de Luèsia.
En segones núpcies es casa amb Marquesa de Navarra o Gil de Rada, filla il·legítima d'en Teobald I de Navarra, rei del Regne de Navarra, amb Marquesa Gil de Rada. Tingueren almenys un fill:
- Pere II Ferrandis d'Híxar i de Navarra, nat el 1263.

Gràcies a aquesta unió, se li afegí al seu escut les armes de Navarra.

Escut de la família d'Híxar.